# Barkas B1000
Barkas B1000 – samochód dostawczy i mikrobus produkowany w latach 1961–1991 we wchodzących w skład zjednoczenia IFA zakładach VEB Barkas-Werke Karl-Marx-Stadt (obecnie Chemnitz) w byłej NRD. Jedyny samochód tej klasy produkowany w NRD.

## Historia modelu

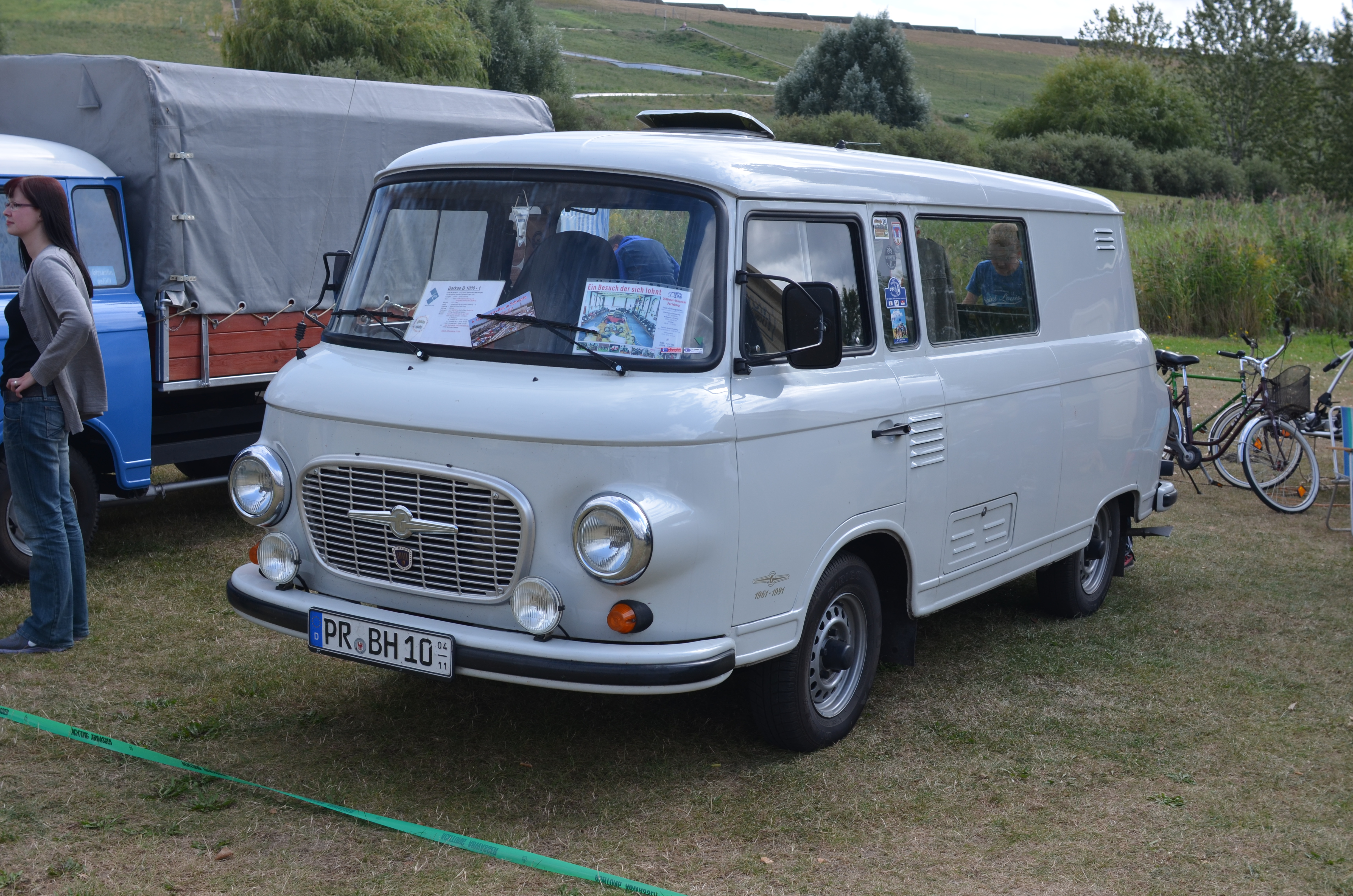
Barkas B1000 KM

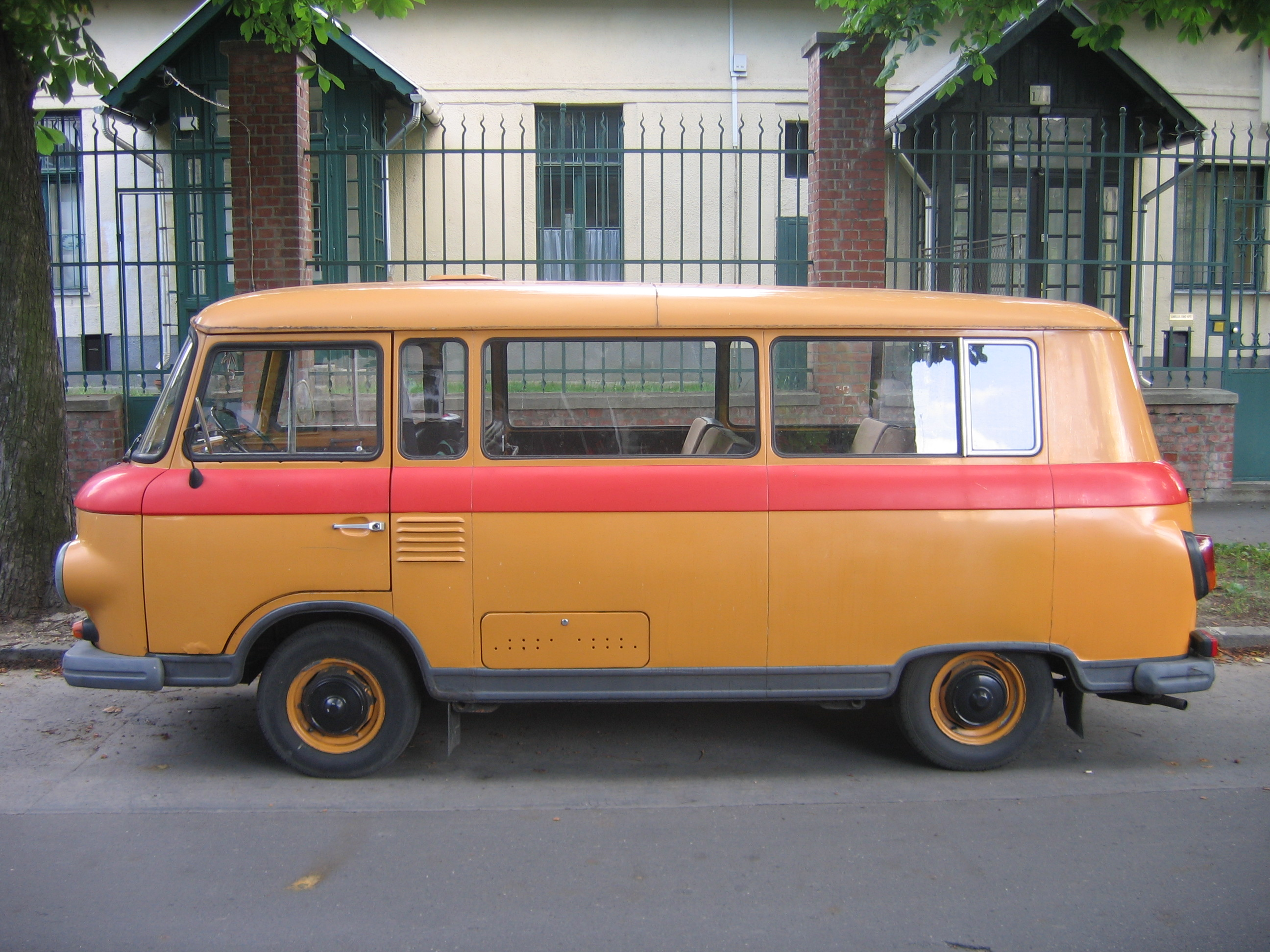
Barkas B1000 KB z boku

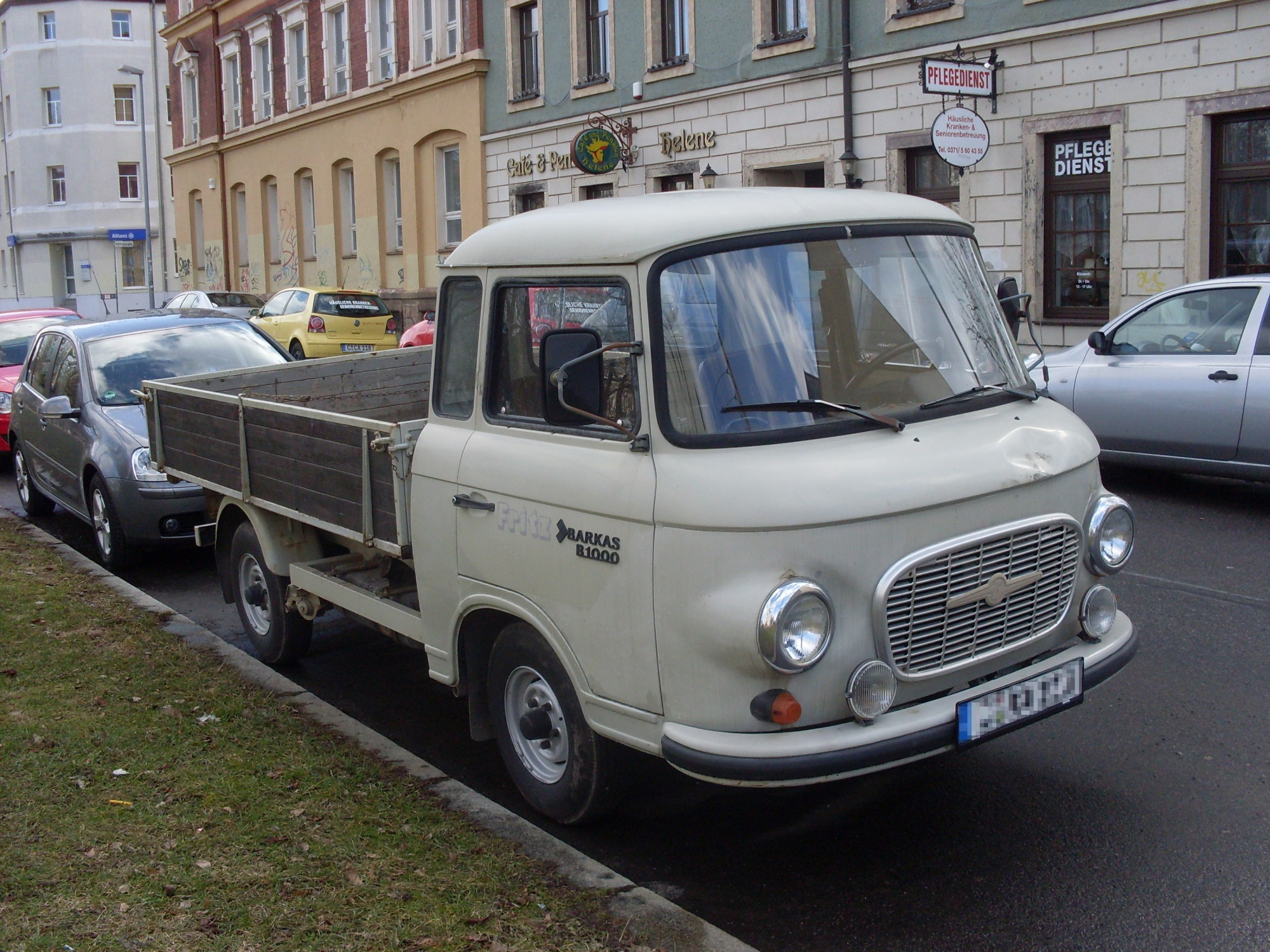
Barkas B1000 HP

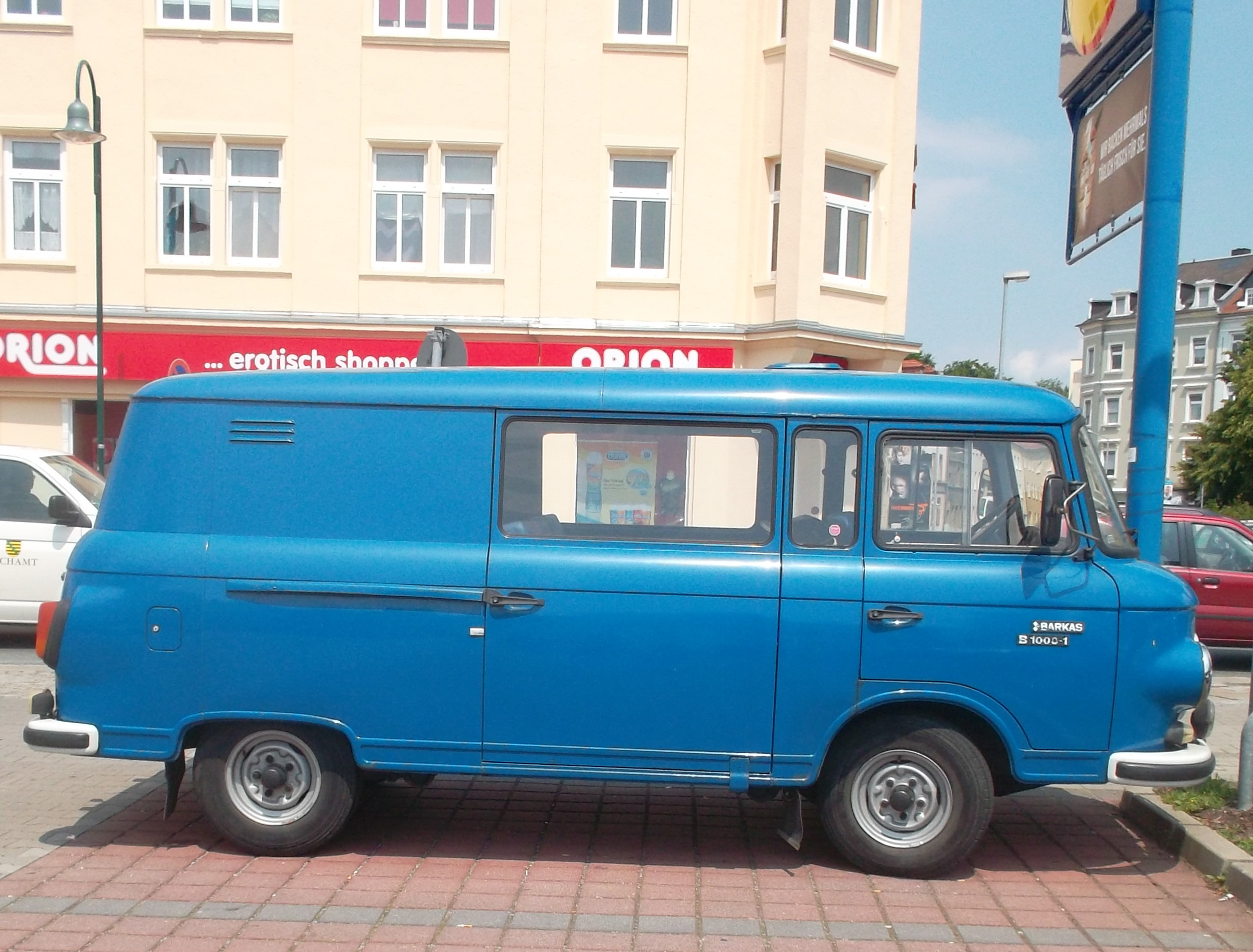
Barkas B1000-1 KM

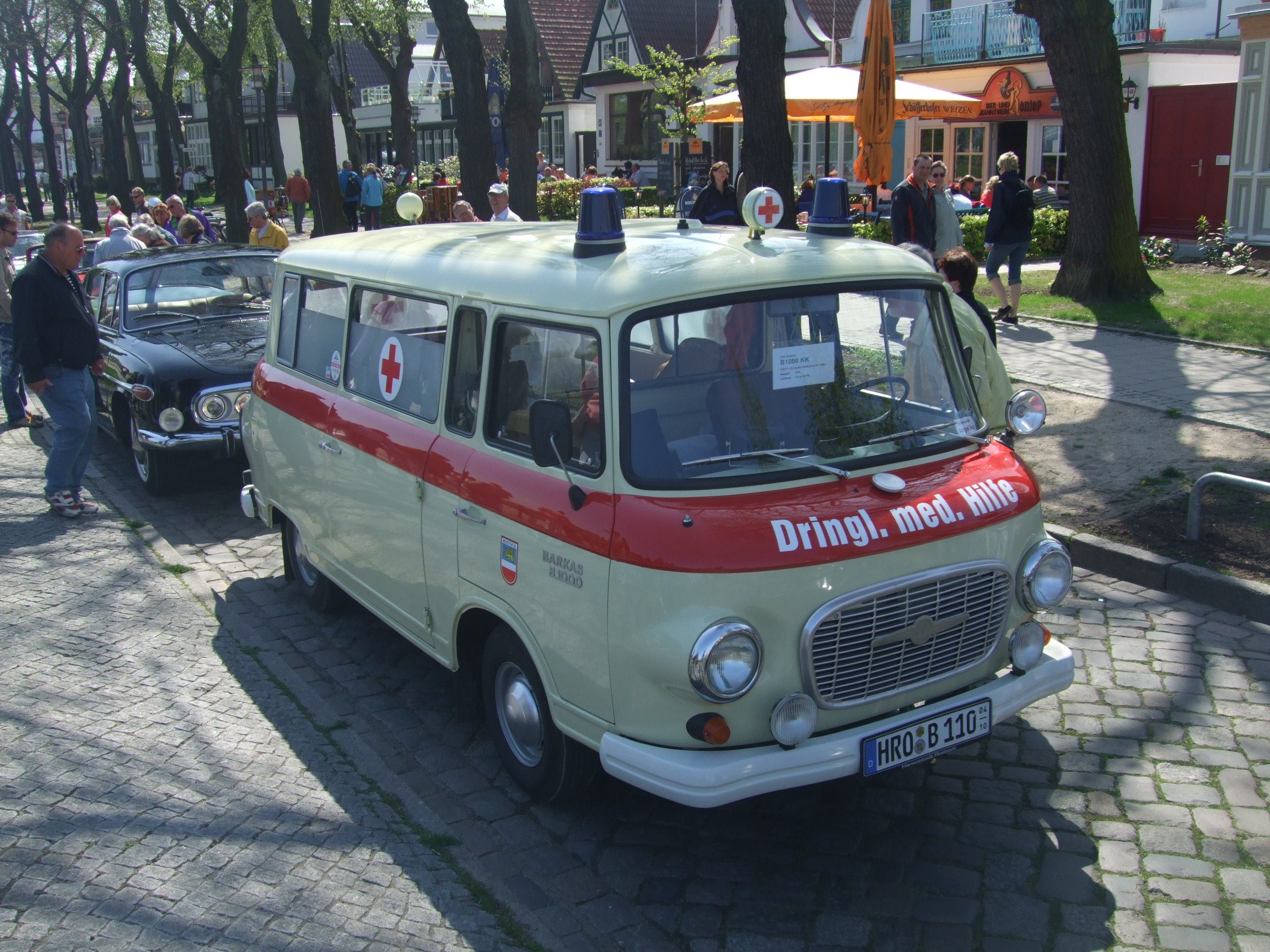
Barkas B1000 KK

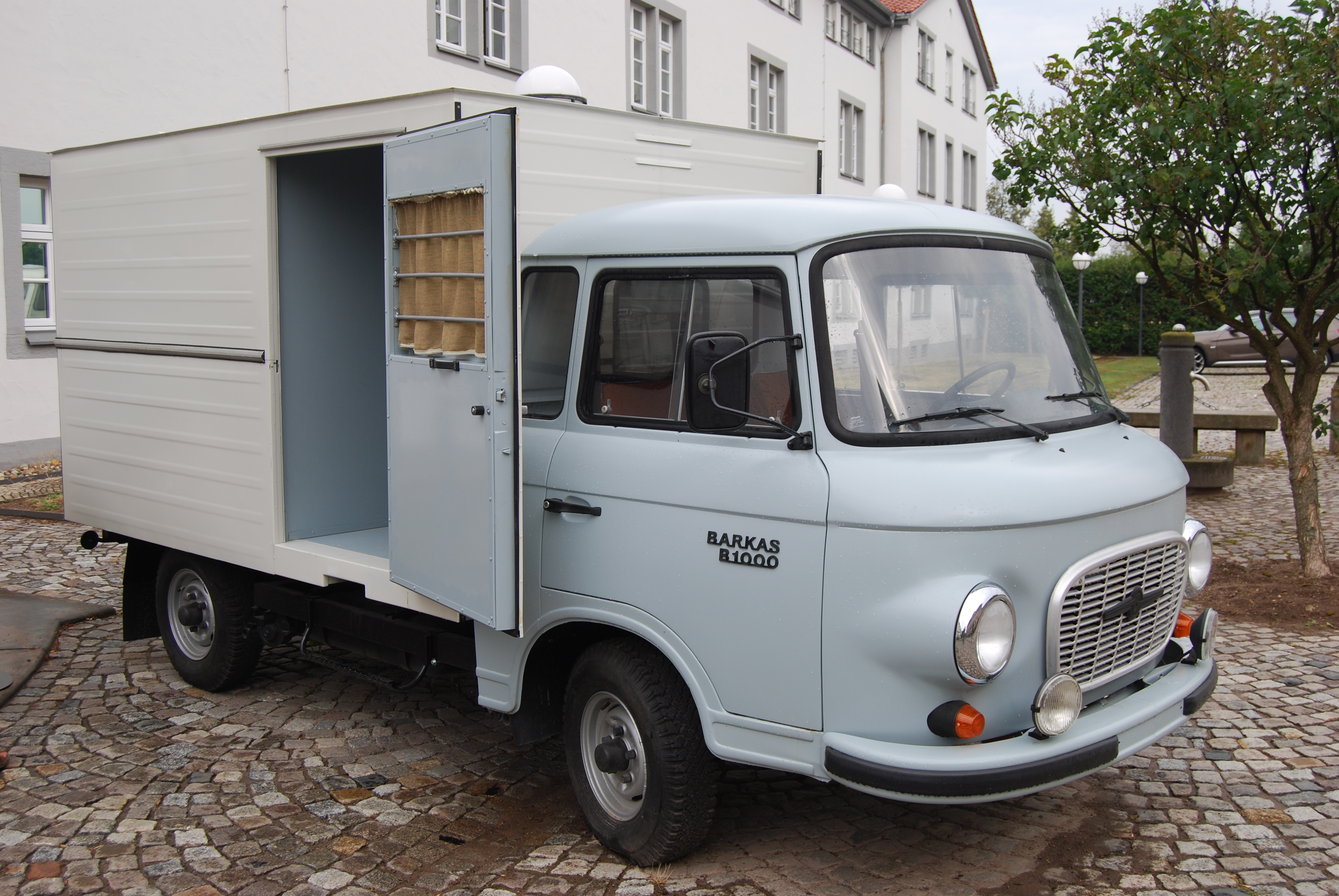
Barkas B1000 FR z zabudową więźniarki

Pod koniec lat 50. w NRD podjęto prace nad konstrukcją nowego samochodu dostawczego Barkas B1000 w celu zastąpienia produkowanego w latach 1954–1961 modelu Barkas/Framo V 901/2 (wywodzącego się jeszcze sprzed wojny i mającego układ klasycznej ciężarówki, z wystającą maską silnika). Nowy model wprowadził nowoczesne rozwiązania konstrukcyjne, w tym wagonowe nadwozie, a skonstruowany został z wykorzystaniem elementów konstrukcyjnych samochodu osobowego Wartburg 311. Również z tego modelu zastosowano jednostkę napędową, przeznaczoną do napędu Barkasa B1000. Był to początkowo trzycylindrowy, dwusuwowy silnik benzynowy typu AWE 311 o pojemności skokowej 900 cm³ i mocy 43 KM. Jednostka napędowa zblokowana została z 4-biegową manualną skrzynią biegów. Już w 1961 roku zastąpiono go przez zmodernizowany dwusuwowy silnik Wartburga 312 typu AWE 312 o pojemności skokowej zwiększonej do 992 cm³, osiągający moc maksymalną 46 KM. Dzięki przedniemu napędowi i niezależnemu zawieszeniu kół, udało się uzyskać równą podłogę w części ładunkowej, z nisko położoną krawędzią ładunkową (440 mm nad ziemią). Objętość części ładunkowej wynosiła 6,4 m³, ładowność 1 tona.
Pierwszy prototyp pojazdu w wersji furgon powstał w 1956 roku. Zbudowano ogółem 39 pojazdów serii zerowej (oznaczonych L1), w różnych wersjach nadwoziowych, które testowano w kolejnych latach. 14 czerwca 1961 roku rozpoczęto produkcję seryjną Barkasów B1000, początkowo w wersji furgon. W 1962 roku Barkas został zaprezentowany na Targach Lipskich. W 1964 roku podjęto produkcję ośmioosobowego mikrobusu, w 1965 r. – lekkiej ciężarówki skrzyniowej o ładowności 1050 kg. Nadwozia powstawały w głównych zakładach Barkas-Werke w Karl-Marx-Stadt (obecnie Chemnitz), ostateczny montaż miał miejsce w dawnych zakładach Framo w Hainichen, wchodzących w skład Barkas-Werke.
W toku produkcji samochód podlegał niewielkim ulepszeniom, głównie mechanicznym. Od 1972 roku wykorzystywano ulepszony silnik od Wartburga 353 o tej samej pojemności, przy tym zmieniono przełożenia skrzyni biegów i system chłodzenia. W 1974 roku zmodernizowano oświetlenie pojazdu według nowych norm międzynarodowych i dodano tylne światła przeciwmgielne i cofania. W 1975 roku wprowadzono pasy bezpieczeństwa, od 1981 r. – bezwładnościowe. W lipcu 1983 roku przeprowadzono niewielką modernizację wyglądu, wprowadzając m.in. zderzaki z gumową wstawką. W 1984 roku pojawiło się m.in. ogrzewanie tylnej szyby i nowa tablica przyrządów. W czerwcu 1987 roku wprowadzono odsuwane drzwi z prawej strony przedziału transportowego zamiast otwieranych.
Jesienią 1989 roku w Lipsku został zaprezentowany model B1000-1, który został wyposażony w czterosuwowy silnik typu BM 880 produkowany na licencji przedsiębiorstwa Volkswagen. Jednostka o pojemności skokowej 1272 cm³ i mocy 58 KM, stosowana była również w samochodzie Wartburg 1.3. Pojazd zaprezentowany na targach miał zmienioną przednią atrapę, która ostatecznie nie przyjęła się w produkcji, lecz powstało kilka prototypów. Seryjna produkcja modelu B1000-1 rozpoczęła się jeszcze w tym samym roku  (według innych publikacji 1 września 1990 roku).
Produkcja modeli B1000 zakończona została 10 kwietnia 1991 roku. 22 lutego 1980 roku wyprodukowano 100-tysięczny samochód, a 8 kwietnia 1987 r. – 150-tysięczny. Przez 30 lat wyprodukowano łącznie 175 740 egzemplarzy modelu B1000 i 1961 B1000-1. Z uwagi na małą konkurencyjność z nowocześniejszymi pojazdami zachodnimi, dostępnymi po zjednoczeniu Niemiec w wolnej sprzedaży, produkcja modeli B1000-1 zakończona została 10 kwietnia 1991 roku. W 1993 roku prowadzono rozmowy na temat sprzedaży linii produkcyjnej do Rosji, gdzie ich produkcja miała być podjęta w Zakładach Kirowskich w Petersburgu, z silnikami WAZ-2106, jednak okazało się to nieopłacalne i ostatecznie oprzyrządowanie zezłomowano.
Samochody Barkas były eksploatowane głównie w NRD, jedynie niewielkie liczby przeznaczano na eksport. Wysokość produkcji samochodów była ograniczona i nie pokrywała pełnego zapotrzebowania rynku wewnętrznego – był to jedyny samochód tej klasy produkowany w NRD. Najwięcej powstało ich w 1974 roku – 8176. W odróżnieniu od np. ZSRR, ich nabywcami mogły być też osoby prywatne, a mikrobusy mogły nabywać ze zniżką rodziny wielodzietne. Dopiero w latach 90. znaczna liczba używanych Barkasów trafiła do krajów byłego ZSRR (częściowo z powracającymi z NRD żołnierzami Zachodniej Grupy Wojsk).

## Wersje
Samochody te były produkowane w następujących wersjach:
- KA – Kastenwagen – furgon z zamkniętą dwuosobową kabiną, brak przeszklenia części ładunkowej
- KM – Kasten-Mehrzweckwagen – furgon towarowo-osobowy, cztero- lub pięcioosobowy (kabina półzamknięta dwuosobowa, 2/3 osoby na drugim rzędzie siedzeń w przedziale ładunkowym), jedno okno boczne po lewej w przedziale ładunkowym i w drzwiach po prawej stronie, ogrzewanie postojowe[3][5]
- KB – Kleinbus – mikrobus ośmioosobowy, (kabina półzamknięta dwuosobowa, 6 osób w przedziale ładunkowym na 2 rzędach siedzeń), pełne przeszklenie przedziału ładunkowego, ogrzewanie postojowe[3]
- KK – Krankenwagen – karetka pogotowia ratunkowego – nadwozie zwykłe, z pełnym przeszkleniem, częściowo zasłoniętym[3]
  - KK/SMH-3 – karetka z nowym nadwoziem z tworzyw sztucznych z podwyższonym dachem, produkowana od 1983 roku, karosowana przez Karosseriewerk in Parkentin (produkujące przyczepy kempingowe) i wyposażana przez VEB Labortechnik Ilmenau[3]
- HP – Pritschenfahrzeug – ciężarówka skrzyniowa z kabiną dwuosobową
- FR – Fahrerhaus-Rahmenausfuehrung – podwozie do zabudowy (istniało 13 wariantów seryjnych zabudowy specjalnej na tym podwoziu, m.in. furgon)[3]

## Barkas B1100

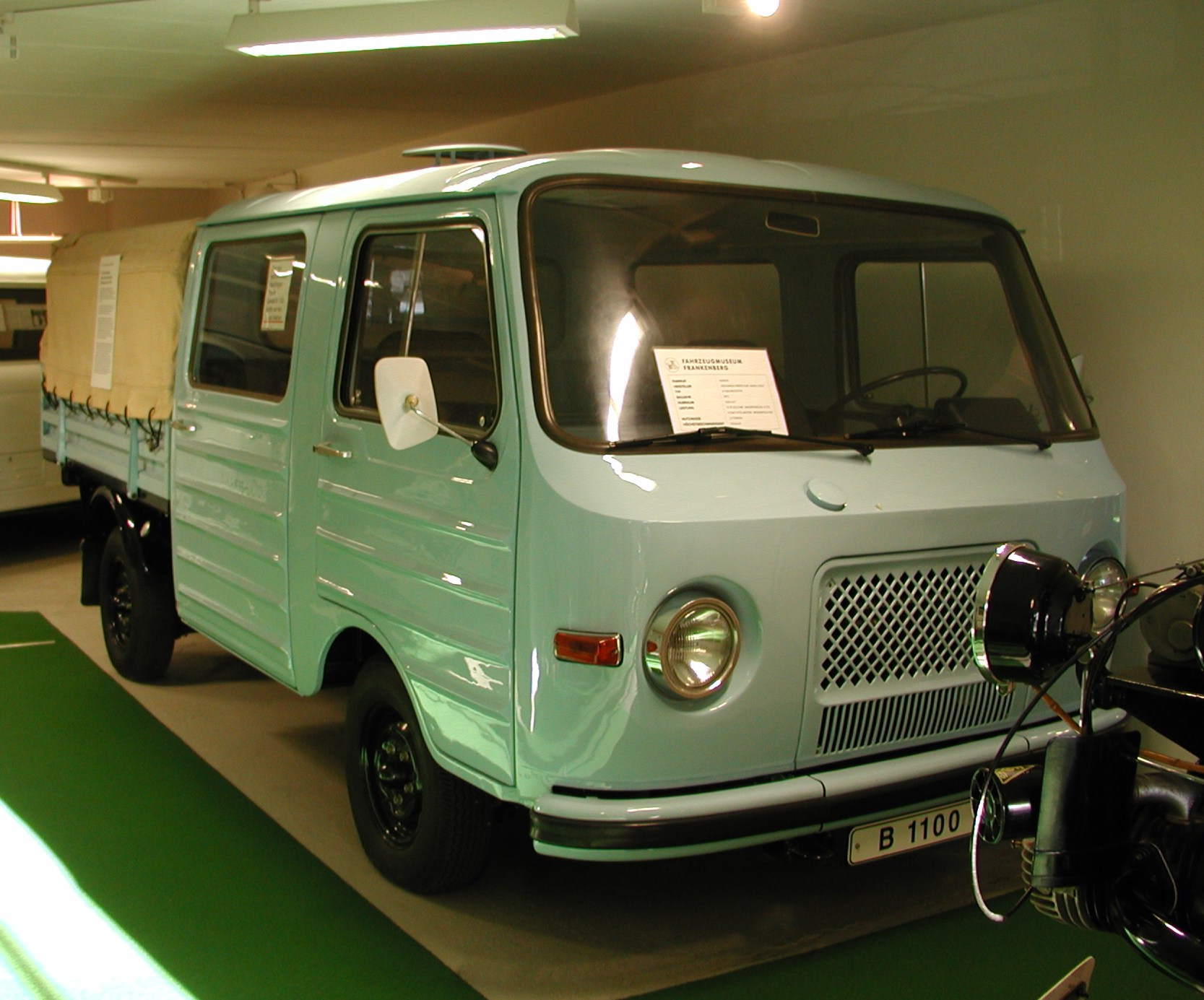
Prototyp Barkas B1100

W drugiej połowie lat 60. rozpoczęto prace konstrukcyjne nad następcą modelu B1000. Prototypy nowego modelu o oznaczeniu Barkas B1100 zaprezentowane zostały w 1969 roku. W 1972 roku do napędu prototypów zastosowano radziecki 4-cylindrowy, silnik benzynowy typu UZAM-412 o pojemności skokowej 1480 cm3 i mocy 75 KM (z Moskwicza 412). Produkcji seryjnej nowego modelu nie podjęto ze względu na brak akceptacji ówczesnych władz NRD. Problemem była także ograniczona wielkość produkcji zakładów UZAM, nie zaspokajająca całych potrzeb rynku radzieckiego. Powstały 3 prototypy, jeden z nich znajduje się w muzeum motoryzacji we Frankenberg/Sa..

## Dane techniczne
Silniki
| Wersja | Silnik:                     | Średnica × skok tłoka: | Stopień sprężania: | Moc maks:                        | Maks. moment obrotowy     | 0-100 km/h: | V-max:   |
| ------ | --------------------------- | ---------------------- | ------------------ | -------------------------------- | ------------------------- | ----------- | -------- |
| 0,9    | R3 0,9 l (900 cm³), AWE 311 | 70 mm x 78 mm          | 6,6:1              | 43 KM (31 kW) przy 4000 obr./min | b.d.                      | b.d.        | 95 km/h  |
| 1,0    | R3 1,0 l (992 cm³), AWE 312 | 73,5 mm x 78 mm        | 7,5:1              | 46 KM (34 kW) przy 3500 obr./min | 103 Nm przy 2500 obr./min | 32 s        | 100 km/h |
| 1,3    | R4 1,3 l (1272 cm³), BM 880 | 72 mm x 75 mm          | 9,5:1              | 58 KM (43 kW) przy 5400 obr./min | 96 Nm przy 3500 obr./min  | b.d.        | 115 km/h |

Inne
- Promień zawracania: 11,75 m[14]
- Rozstaw kół przód / tył: 1450 mm / 1460 mm[14]

## Galeria

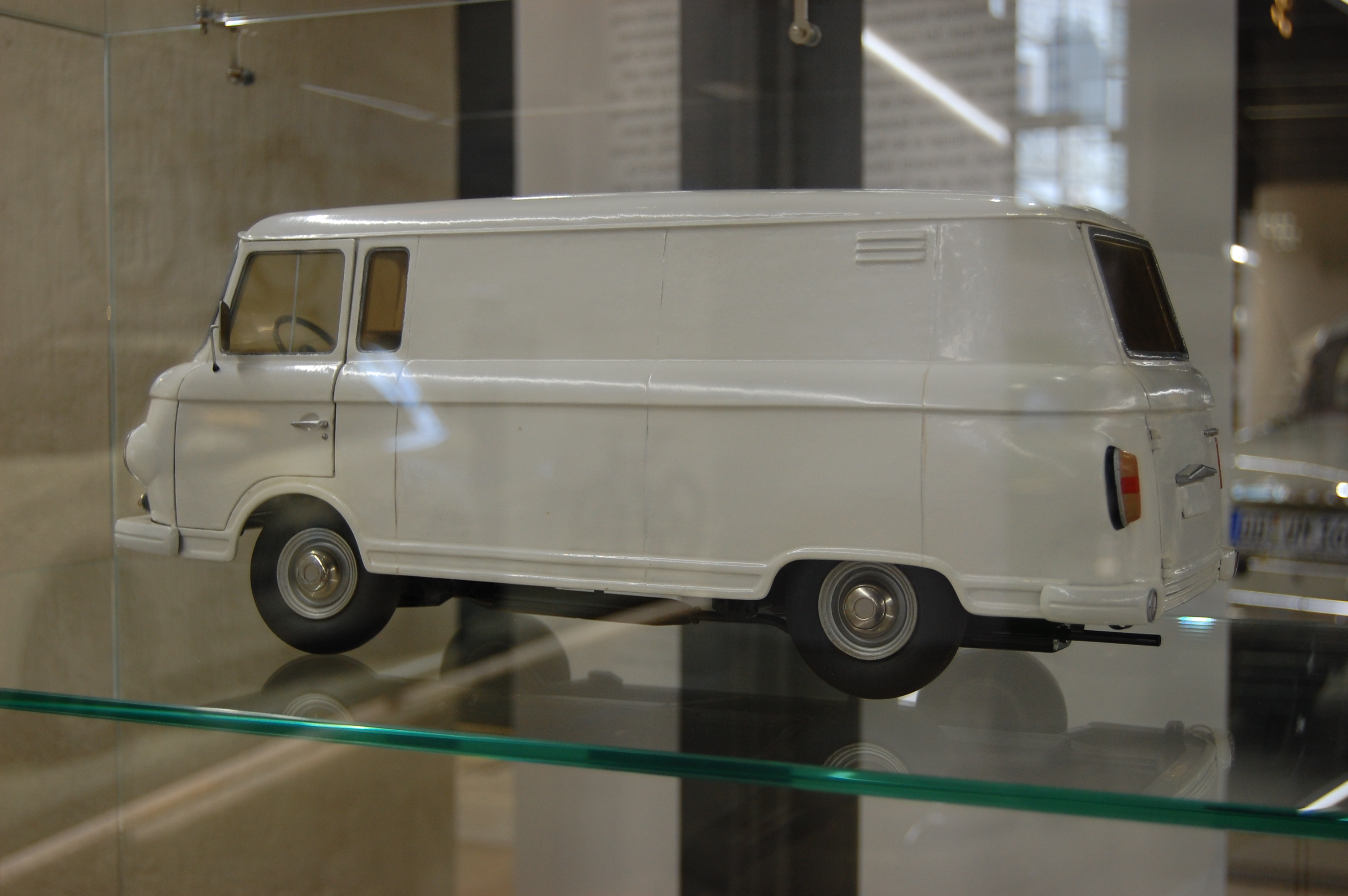
Model Barkasa B1000 KA
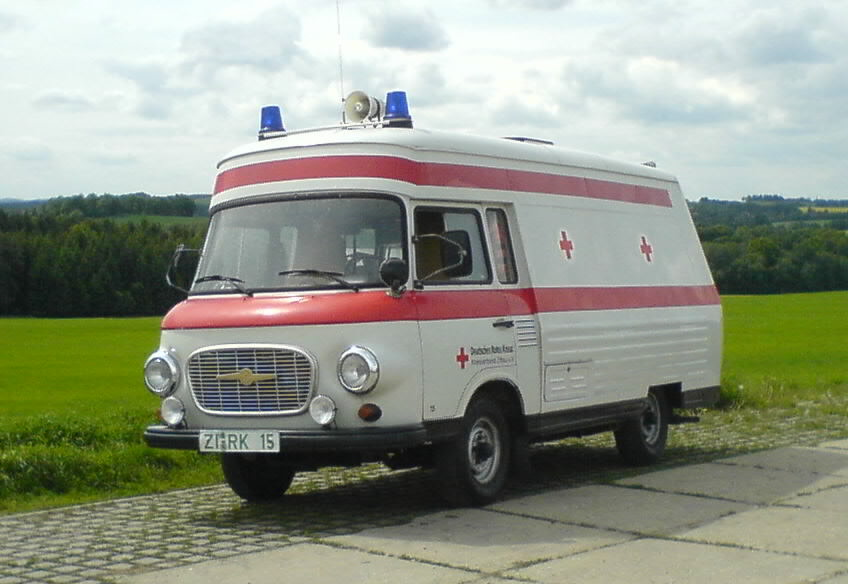
Karetka Barkas B1000 KK/SMH-3
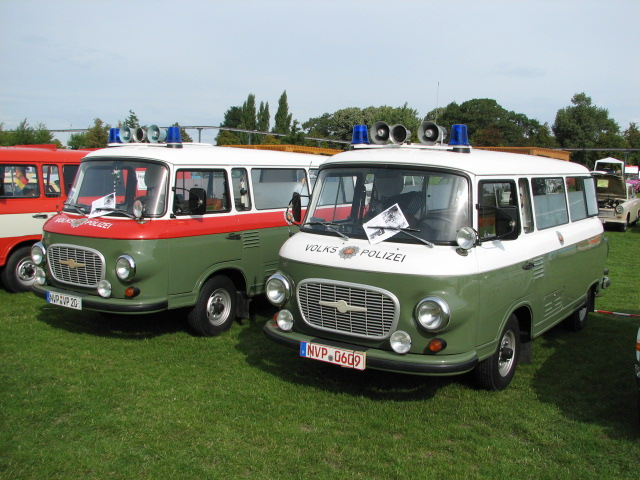
Barkasy B1000 KB w barwach policji NRD (Volkspolizei)
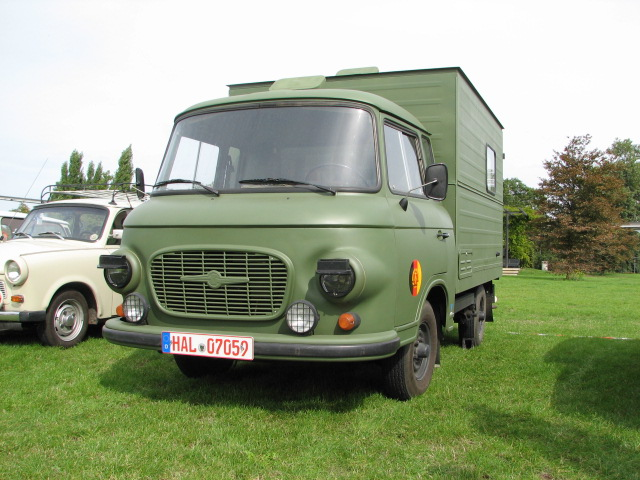
Barkas B1000 FR w barwach armii NRD
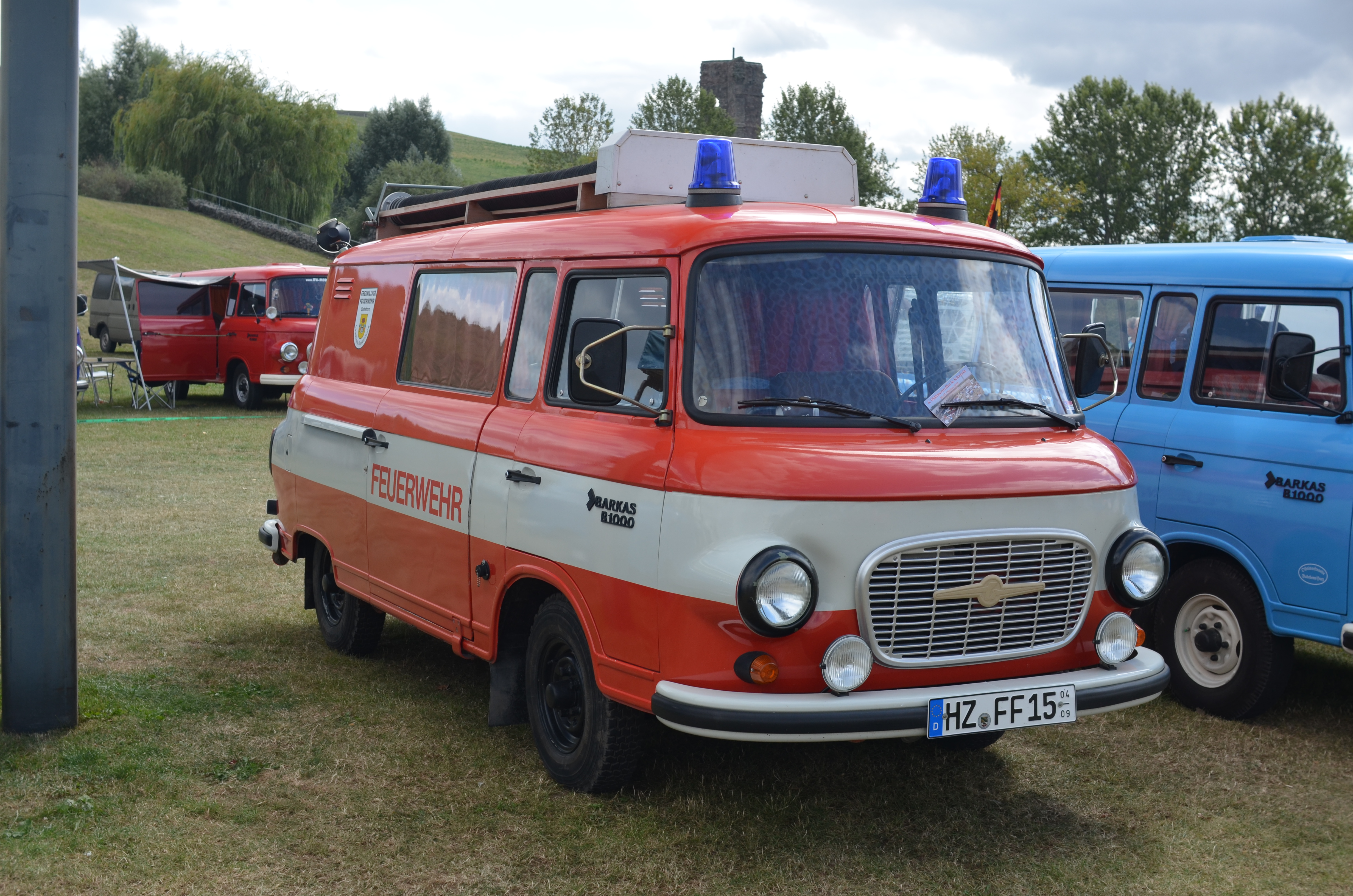
B1000 KM pożarniczy (model od 1987 r., z odsuwanymi drzwiami)
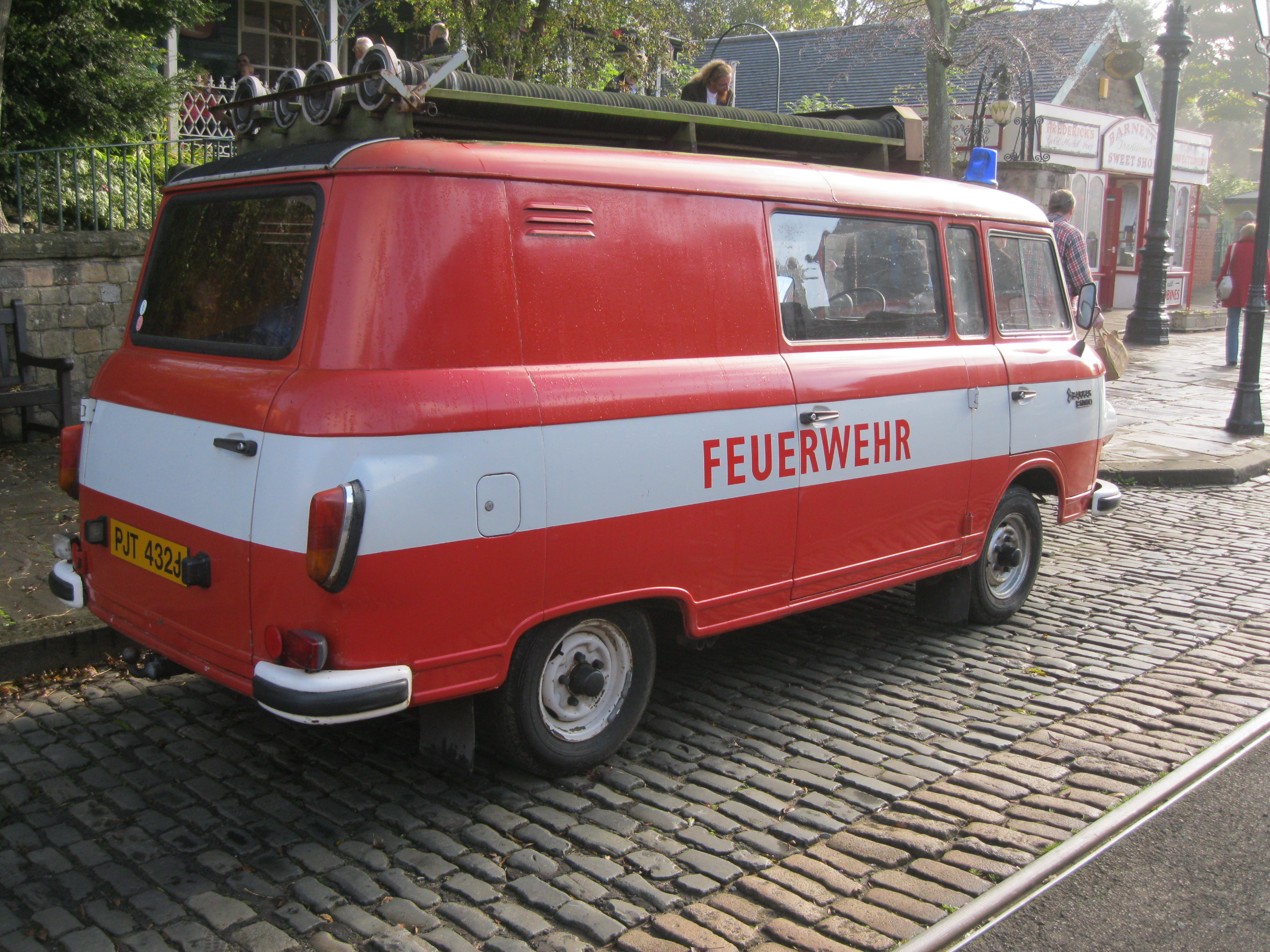
B1000 KM pożarniczy od tyłu
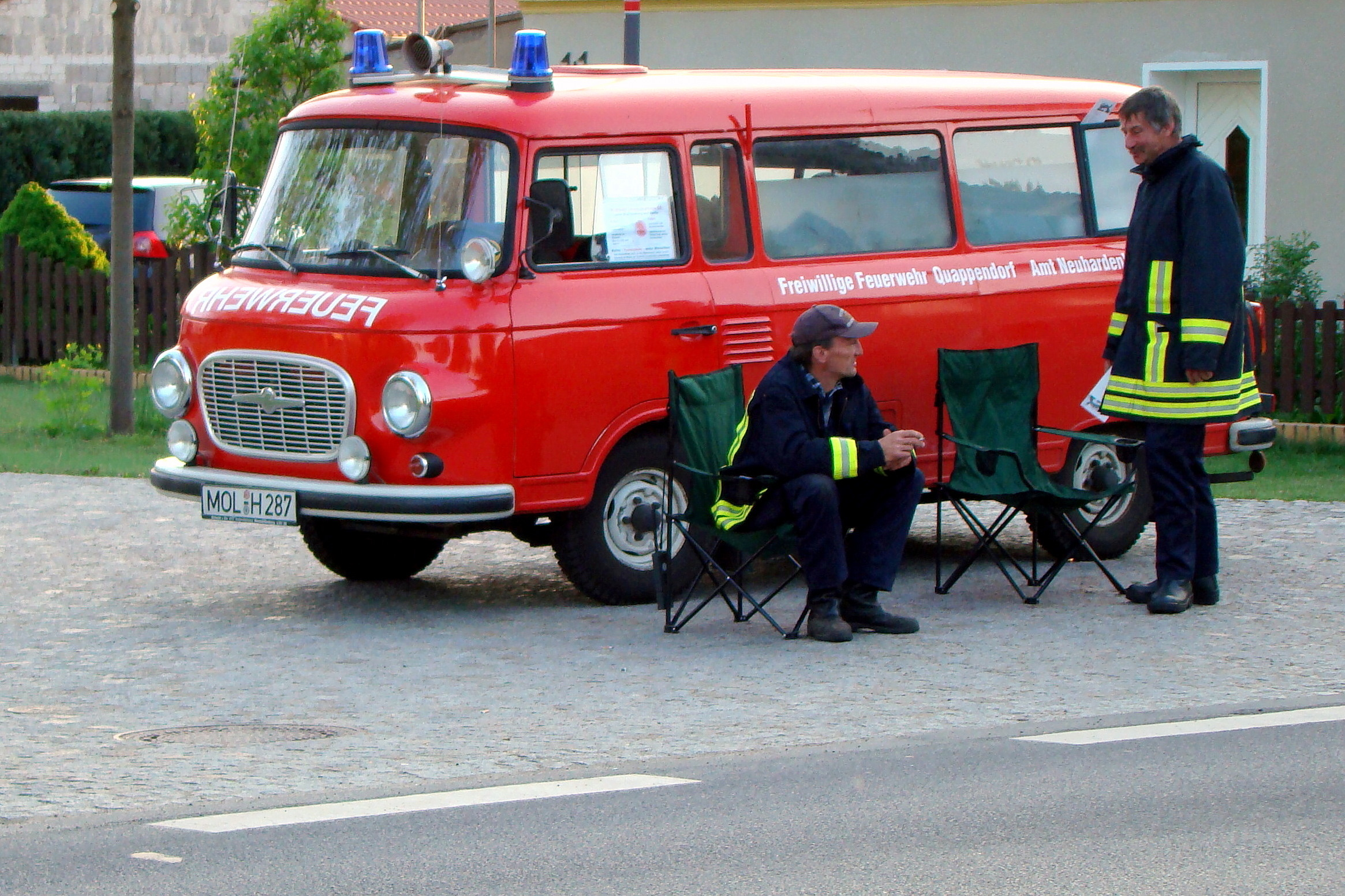
Pojazd Ochotniczej Straży Pożarnej
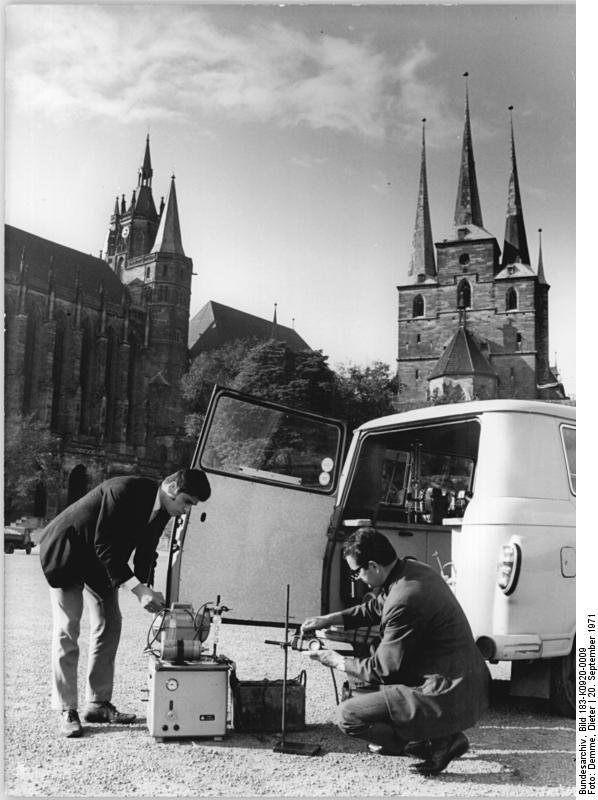
B1000 KB z otwartymi tylnymi drzwiami
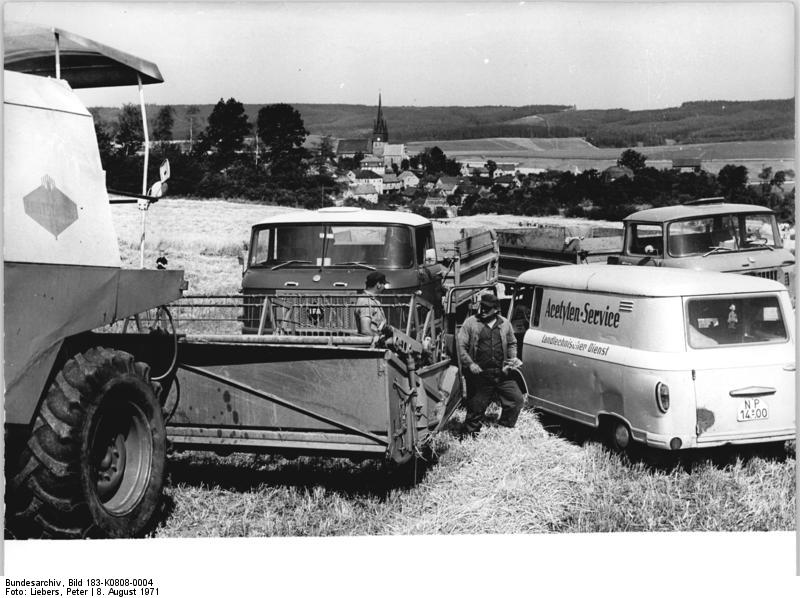
Furgon B1000 KA warsztatu polowego
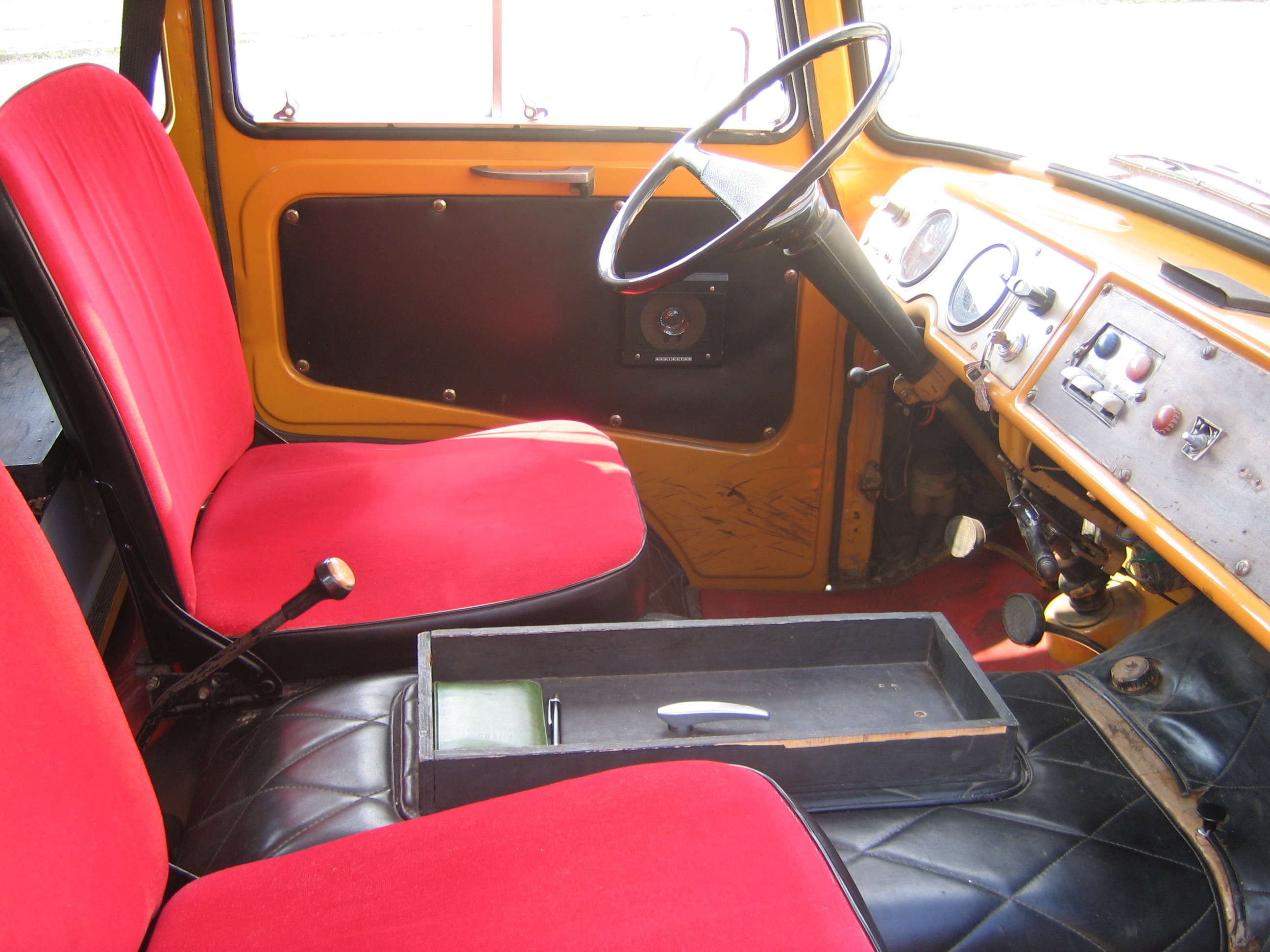
Widok na miejsce kierowcy, pomiędzy siedzeniami osłona silnika
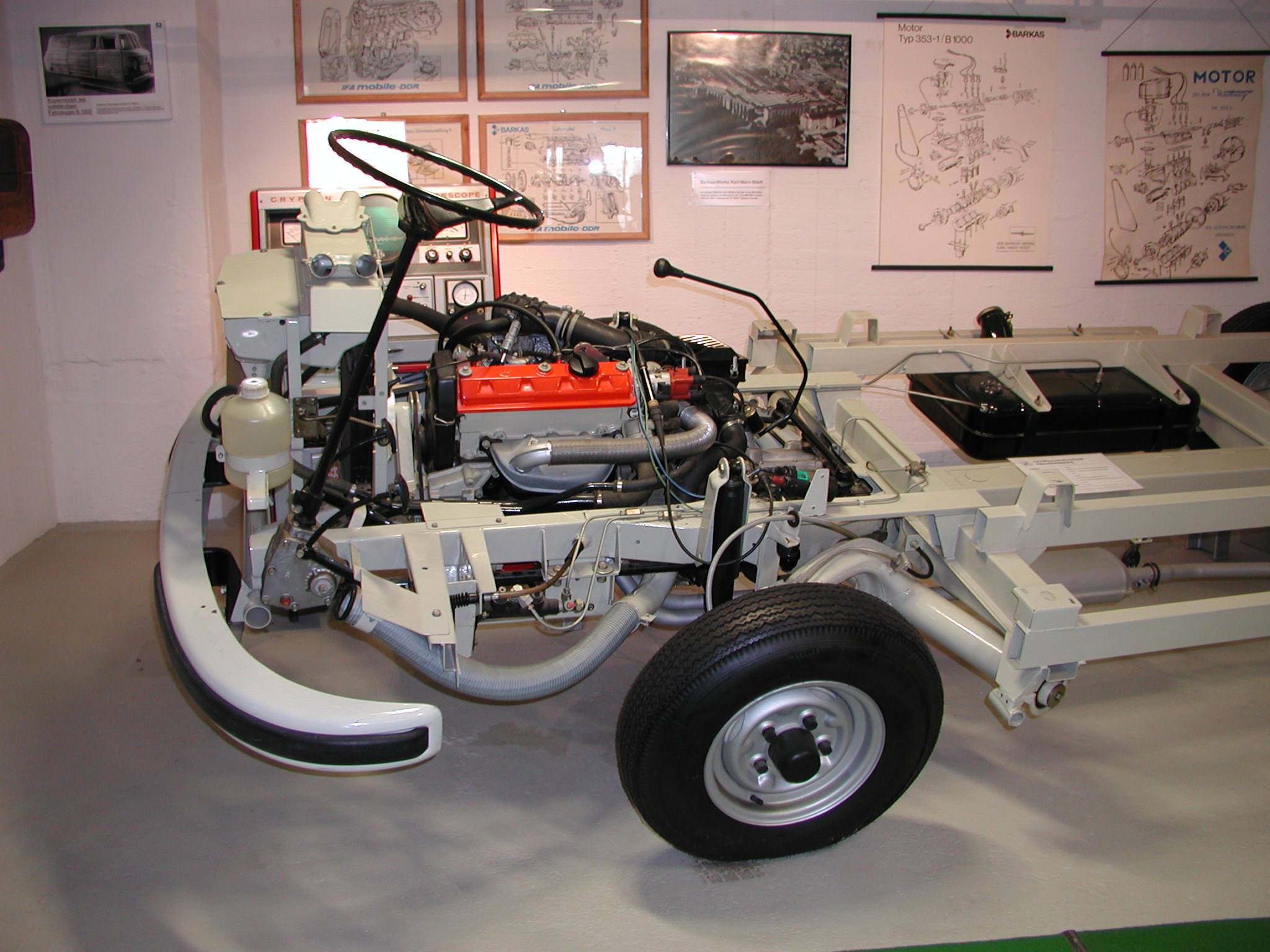
Podwozie Barkasa B1000-1